# Хэддон, Марк
Марк Хэддон (англ. Mark Haddon; р. 1962) — английский писатель. Наиболее известен своим романом «Загадочное ночное убийство собаки» (2003).

## Биография
Родился 26 сентября 1962 года в Нортгемптоне, Англия, Великобритания. Он учился в школе Аппингэм и колледже Мёртон в Оксфорде, где он изучал английский язык. В 1987 году написал свою первую детскую книгу. За ней последовало много детских книг, которые Хэддон часто сам иллюстрировал.
Хэддон известен своей серией книг об агенте Z, одна из которых, «Агент Z и пингвин с Марса», была экранизирована в виде детского ситкома. Он также написал сценарий для телеадаптации BBC книги Рэймонда Бриггса «Грибок Страшилище» (англ. Fungus the Bogeyman), которую показывали на BBC One в 2004 году.
В 2003 году получил Уитбредовскую премию за роман «Загадочное ночное убийство собаки». Также получил Премию содружества писателей в номинации «лучший первый роман», так как «Загадочное ночное убийство собаки» считается его первым романом, написанным для взрослых. Тем не менее, он также получил премию The Guardian за детскую художественную книгу.
Роман «Загадочное ночное убийство собаки» написан с точки зрения 15-летнего мальчика с аутизмом. В интервью для Powells.com Хэддон сказал, что это была первая книга, которую он намеренно писал для взрослой аудитории и он был удивлён, когда его издатель предложил рекламировать её также и для детей (она стала успешной и у взрослых, и у детей).
Роман «Загадочное ночное убийство собаки» был адаптирован в одноимённую пьесу, поставленную в Лондоне (2012), на Бродвее (2014) и в Москве (2015).

## Личная жизнь
Хэддон — вегетарианец. Он называет себя «бескомпромиссным атеистом». Живёт в Оксфорде со своей женой Сос Элтис, научным сотрудником и преподавателем Брасенос-колледжа, и двумя их сыновьями.

### Книги для взрослых
- 2003 — «Загадочное ночное убийство собаки» (англ. The Curious Incident of the Dog in the Night-Time)
- 2006 — «Пятнистость» (англ. A Spot of Bother)
- 2012 — «Красный дом» (англ. The Red House)
- 2016 — «„Пирс рушится“ и другие истории» (англ. The Pier Falls and other stories)

### Поэзия
- 2005 — «Говорящая лошадь и грустная девушка и деревня под морем» (англ. The Talking Horse and the Sad Girl and the Village Under the Sea)

### Пьесы
- 2010 — «Полярные медведи» (англ. Polar Bears)